# Albatrosz Könyvek
Az Albatrosz Könyvek könyvsorozatot a Magvető Könyvkiadó indította 1963-ban, Kardos György kiadóvezető jóváhagyásával. 1990-ig (27 év alatt) közel 300 kötetet számlált. A sikeresebbeket több kiadásban, új borítóval is megjelentették.
A sorozat ISSN 0324-3117 számmal van jelölve.

## Koncepciója
Célja nívós szórakoztatóirodalmi kötetek közreadása volt, elérhető áron, nagy példányszámban. Néhány kivételtől eltekintve egy-egy művet tartalmaztak, gyűjteményes közreadás ritkán fordult elő. Műfajuk elsősorban krimi, de szép számmal találkozhatunk kalandregényekkel, valamint kisebb számban sci-fik is kiadásra kerültek. Eleinte évi néhány darab jelent meg, a sorozat csúcséveiben évi 15-re is fölment a számuk.
A népszerű sorozat, bevételei révén, részben a kortárs magyar irodalmat is eltartotta, amely jellemzően jóval szerényebb mértékben fogyott.
1997-ben kísérlet történt a sorozat feltámasztására, ám – a rendszerváltás nyomán megváltozott piaci körülményeknek betudható – sikertelenség okán 3 kötet után leállt.

### Borítói
Jellegzetes ismertetőjele a borító jobb felső sarkában található kitárt szárnyú albatrosz-embléma. A magyar könyvkiadás egyik „eredetisége” megannyi borítójáról visszaköszön: a kötetek legtöbbje nagyon egyszerű montázstechnikával, filmekből átvett fotókkal, újságrészletekkel stb. operál, a korabeli nyomdatechnika révén gyakran halvány, elmosódó. Ezáltal jellemzően kilógott a korabeli mainstreamből: nem csupán egyszerűek, hanem kifejezetten csúnyák voltak. Ez a „sajátos stílus” elérte célját, a figyelemfelkeltést. (Napjainkban némelyik szinte kultikus magasságokba emelkedett, az „olyan rossz, hogy az már jó” elv szem előtt tartásával.)

## Szerzői
A sorozatban egyaránt helyet kaptak magyar és külföldi, klasszikus és kevésbé ismert írók; elsősorban kortársak és kisebb arányban régebbi szerzők is (de a műfaj alapítói, 19. századi szerzők – Arthur Conan Doyle, Edgar Allan Poe – nem). A „kommunista kölcsönösség” alapján jópár szocialista országbéli szerző is megjelent a sorozatban. A bűnügyi irodalom klasszikusai (Agatha Christie, Raymond Chandler, Georges Simenon) mellett számos „ártatlan”-nak minősített nyugati író műve is napvilágot látott; a korszak sajátosságai okán kényes témájú politikai krimi viszont nem jelenhetett meg.
A sorozat legsikeresebb művei közé tartoztak Rejtő Jenő írásai, melyek az Albatroszban legtöbbször százezernél is nagyobb példányszámban keltek el (ámde a hivatalos ideológiai irányultság jegyében szinte mindegyik kötetét megcsonkították, a politikailag kényesnek ítélt részeket átigazították vagy egyszerűen elhagyták). 1969–1970-ben négy Rejtő-mű itt jelent meg először nyomtatásban.

## A sorozat kötetei
1963
- Jurij Dold-Mihajlik: Ordasok között
- Herbert Ziergiebel: A sebhelyes arcú
- Gyertyán Ervin: A kibernerosz tündöklése és bukása
- Alekszandr Naszibov: Rejtekhely az Elbán

1964
- Rejtő Jenő: A tizennégy karátos autó
- Rejtő Jenő: Az elátkozott part
- Andrej Guljaski: Éjféli kaland

1965
- Rejtő Jenő: A három testőr Afrikában
- Karl Heinz Poppe: Banánháború
- Rejtő Jenő: A fehér folt
- Jurij Dold-Mihajlik: Ordasok között
- Rejtő Jenő: Vesztegzár a Grand Hotelben
- Erich Kuby: Rosemarie

1966
- Rejtő Jenő: Az elveszett cirkáló
- Jan de Hartog: Stella
- Rejtő Jenő: Piszkos Fred, a kapitány
- Georgij Martinov: Támadás a Föld ellen
- Jurij Dold-Mihajlik: Fekete lovagok között
- Rejtő Jenő: Piszkos Fred közbelép, Fülig Jimmy őszinte sajnálatára
- Raymond Chandler: Asszony a tóban

1967
- Imre Gábor–Bojcsuk József: A Vörös Túr
- Rejtő Jenő: A megkerült cirkáló
- Rejtő Jenő: Csontbrigád
- Raymond Chandler: Hosszú álom
- Rejtő Jenő: Menni vagy meghalni
- Wolfgang Schreyer: Preludio 11

1968
- Georges Simenon: Maigret és a szombati kliens
- Rejtő Jenő: A Láthatatlan Légió
- Georges Simenon: Maigret és a lusta betörő
- Rejtő Jenő: A szőke ciklon
- Rejtő Jenő: Az előretolt helyőrség
- Raymond Chandler: A kicsi nővér
- Rejtő Jenő: Az ellopott futár

1969
- Rejtő Jenő: Egy bolond száz bajt csinál
- Mág Bertalan: Nyomon a Mág-csoport
- Agatha Christie: Holttest a könyvtárszobában
- Raymond Chandler: A magas ablak
- Rejtő Jenő: A Néma Revolverek Városa
- Albert Harald: Esős október
- Rejtő Jenő: Ezen egy éjszaka
- Bogomil Rajnov: Nincs jobb a rossz időnél

1970
- Rosztiszlav Szambuk: Ékszerész a Kapucinus utcában
- Rejtő Jenő: A boszorkánymester
- Révész Gy. István: Az izgága bébi
- Alekszandr Naszibov: "Labirintus-akció"‘‘
- Rejtő Jenő: Az elsikkasztott pénztáros
- Jan de Hartog: A gyilkos és a lány
- Christian Charriére: Helyettem, kis virág...
- Georges Simenon: A Majestic pincéi

1971
- Bernard-Paul Lallier: Vérbosszú
- Eduard Fiker: Éjszaka Arnwaysban
- Andrzej Zbych: Kockázat
- Dimitrij Taraszenkov: Bokszer tölgyfalevéllel
- Maximilian Jacta: Híres francia bűnperek
- Dmitrij Medvegyev: Fő a hidegvér
- Raymond Chandler: Kedvesem, isten veled!
- Julian Szemjonov: A Stirlitz-dosszié

1972
- Maximilian Jacta: Híres német bűnperek
- Olle Ekberg: A hét főbűn
- Rejtő Jenő: Az elátkozott part
- E. J. Charon: A MOMAKI-dosszié
- Charles Exbrayat: Fizetni kell, Isabelle!
- Karlheinz Reineck: Ki ölte meg Isolde Cavaltinit?
- Andrzej Zbych: Kloss kapitány
- Molnár Gábor: Gyémántmosók
- Maximilian Jacta: Híres angol-amerikai bűnperek
- Rejtő Jenő: A három testőr Afrikában

1973
- Raymond Chandler: Elkéstél, Terry!
- Kristóf Attila: A feledékeny gyilkos
- Wolfgang Held: Fekete Gyertya
- Rejtő Jenő: Piszkos Fred, a kapitány
- Joe Alex: Ahol nincs tízparancsolat
- Rejtő Jenő: A tizennégy karátos autó
- Rejtő Jenő: Vesztegzár a Grand Hotelben
- Rubin Szilárd: Mulatság a farkasveremben
- Georges Simenon: A Víg Malom táncosnője
- Rosztiszlav Szambuk: Ördögök a Vidám Pokol-ból

1974
- Georges Simenon: A türelmes Maigret
- Agatha Christie: Az Ackroyd-gyilkosság
- Rejtő Jenő: A szőke ciklon
- Geno Hartlaub: Helyszíni szemle
- Nemere István: A rémület irányítószáma
- Maj Sjöwall–Per Wahlöö: Gyilkos a háztetőn
- Julian Szemjonov: A tavasz tizenhét pillanata
- Judah Waten: Bűnrészesség gyilkosságban
- Sébastien Japrisot: A hölgy az autóban, szemüveggel és puskával
- Hans Hellmut Kirst: Igazságra ítélve
- Pavel Sesztakov: Át a labirintuson
- Rejtő Jenő: Csontbrigád

1975
- Agatha Christie: N vagy M
- Kristóf Attila: A csónakázó gyilkos
- Philip Reid: Harris Csodaországban
- Rejtő Jenő: A Láthatatlan Légió
- Rejtő Jenő: Az elveszett cirkáló
- Pavel Sesztakov: Holttest a műteremben
- Olga Bočková: A sors ezüstruhában jár
- Ed Lacy: A szálak Bingstonba vezetnek
- Georges Simenon: Ködös kikötő ‘‘
- Agatha Christie: Poirot karácsonya
- Ed McBain: Ki öli meg a Ladyt?
- Boileau-Narcejac: Az ördöngösök

1976
- Frederick Forsyth: A Sakál napja
- Carl Zuckmayer: Farsangéji gyónás
- Dashiell Hammett: Az üvegkulcs
- Bogomil Rajnov: Három találkozás a felügyelővel
- Georges Simenon: Maigret védekezik
- John Dickson Carr: A London Bridge rejtélye
- Sébastien Japrisot: Gyilkosok kupéja
- Anthony Berkeley: A mérgezett csokoládé rejtélye
- Rejtő Jenő: Bradley Tamás visszaüt
- John Dickson Carr: A gyilkos óra

1977
- Agatha Christie: Gyilkosság meghirdetve
- Rejtő Jenő: Az ellopott futár
- Nemere István: A Triton-gyilkosságok
- Henry Slesar: A szürke flanellköpeny
- Erle Stanley Gardner: A sánta kanári esete
- Bogdán István: Őfelsége magánnyomozója
- Ellery Queen: Ház a félúton
- Ed McBain: A heccelődő
- Raymond Chandler: Hosszú álom

1978
- Ursula Curtiss: A meghajszolt tanú
- Frank Leonard: A 100-as box
- Ed McBain: A szélhámos
- Erle Stanley Gardner: A ketyegő gyertya esete
- Dashiell Hammett: Véres aratás
- E. J. Charon: Kaszinókert-dosszié
- Georges Simenon: Maigret albérletben
- Ellery Queen: Gyilkosság a Spanyol-fokon
- Ed McBain: Holtomiglan-holtodiglan
- Rejtő Jenő: A Láthatatlan Légió
- Agatha Christie: Mrs. McGinty halott
- Agatha Christie: Gyilkosság a paplakban
- Agatha Christie: A kristálytükör meghasadt

1979
- Erle Stanley Gardner: Az álmos moszkitó esete
- Fülöp János: Gordiusz mester nyomoz
- Falus György–József Gábor: A néma dosszié
- Agatha Christie: Éjféltájt
- Rejtő Jenő: Az elveszett cirkáló
- Tod Claymore: Viperák fészke
- Peter Maas: Serpico
- Sébastien Japrisot: Csapda Hamupipőkének
- René Belbenoit: Száraz guillotine
- Ross Thomas: Hoci-nesze
- Ed McBain: Lidércnyomás
- Rejtő Jenő: A szőke ciklon
- Cyril Hare: Az eltűnt klarinétos
- Gerhard Scherfling: Egy szőke hajszál

1980
- Patricia Highsmith: Két idegen a vonaton
- Alekszej Tolsztoj: Garin mérnök hiperboloidja
- Robert Destanque: Az országúti Rém
- John Castle – Arthur Hailey: Rémület a levegőben
- Georges Simenon: Maigret és a becsületes emberek
- Helfried Schreiter: Dobja be a törülközőt, államügyész úr!
- Stanley Ellin: A Nicholas utcai ház kulcsa
- Gyürk Sarolta: Heten, mint a gonoszok
- Christopher Diable: A rágógumis kishölgy
- Pierre Boileau – Thomas Narcejac: Kamaszok
- Erle Stanley Gardner: A menekülő főnővér esete
- Ruth Rendell: Gyilkosság a kriptában
- Arthur Hailey: Repülőtér

1981
- Kristóf Attila: Valakit mellém temettek
- Mihail Csernyonok: Gyilkosság családi számlára
- Jerzy Edigey: Milliók a bőröndben
- Ruth Rendell: Démon képében
- Erle Stanley Gardner: A rámenős milliomoslány esete
- James Hadley Chase: Miss Blandish nem kap orchideát
- Tom Wittgen: A szolid lányka
- Ross MacDonald: A Wycherly-nő
- Stanley Ellin: Kártyavár
- Antonín Winter: A tizenhármas tipp
- Mignon G. Eberhart: Suhanó árnyék
- Ed McBain: Karácsonyi ajándékok
- Georges Simenon: Maigret revolvere

1982
- Jean-François Coatmeur: Bűntény-variációk hajókürtre
- Ursula Curtiss: Hang a sötétből
- Hugh Pentecost: Halálos tréfa
- Patrick Quentin: Rejtély a színházban
- Evelyn Anthony: Idegen a kapu előtt
- Werner Toelcke: Gyilkolni könnyű
- Rejtő Jenő: Vesztegzár a Grand Hotelben
- Marian Babson: Csapda a ködben
- David Alexander: Rémület a Broadwayn
- Dorothea Renata Budniok: Ám a kövek nem hallgatnak...
- Lawrence Sanders: A második halálos bűn
- Georges Simenon: Maigret Vichyben
- Erle Stanley Gardner: A molyrágta nerc esete
- Nemere István: A sötétség határán
- Paul Henricks: Hét nap haladék

1983
- Leslie L. Lawrence: Sindzse szeme
- William Peter McGivern: A nagy leszámolás
- Werner Toelcke: A nagy lehetőség
- Lawrence Sanders: A hatodik parancsolat
- James Hadley Chase: Biztosabb, ha meghal
- Bogomil Rajnov: Meghalni csak a végső esetben
- Rejtő Jenő: Csontbrigád
- Rejtő Jenő: A Láthatatlan Légió
- Ed McBain: Tíz plusz egy
- Erle Stanley Gardner: A baglyok nem pislognak
- Douglas Clark: Gyilkosság a lányiskolában
- Peter Cheyney: A hamis kötvények

1984
- Ken Follett: A Tű a szénakazalban
- Tom Wittgen: Őszi kikerics
- Werner Toelcke: A műtét
- Erle Stanley Gardner: A félszemű tanú esete ‘‘
- Rejtő Jenő: A tizennégy karátos autó
- Rejtő Jenő: Piszkos Fred, a kapitány
- Jenny Berthelius: A félelem útvesztője ‘‘
- Lawrence Sanders: A tizedik parancsolat
- Ngaio Marsh: Aki másnak vermet ás
- Pierre Boileau – Thomas Narcejac: Nőstényfarkasok
- C. C. Kicker: Johanna és a médium
- Lawrence Block: Betörő a szekrényben
- Cecil Scott Forester: Gyilkosság, részletfizetésre
- Magyar K. László: Halott van az ágyamban
- Evelyn Anthony: A Poellenberg-örökség

1985
- Ed McBain: Fehér por
- Robert Barnard: Halál északon
- Paula Gosling: Búbánat-blues
- Adam Kennedy: A dominó-elv
- Rejtő Jenő. A három testőr Afrikában
- Rejtő Jenő: Piszkos Fred közbelép Fülig Jimmy őszinte sajnálatára
- E. J. Charon: Romantikus dosszié
- Collin Wilcox: Az újságíró halála
- Nyikolaj Leonov: Kelepce
- Erle Stanley Gardner: A művészi csapda esete
- Charlaine Harris: Fájó szívvel
- Peter Benchley: A fehér cápa
- Leslie L. Lawrence: A Karvaly árnyékában

1986
- T. O. Teas: Öld meg puszta kézzel
- Adam Kennedy: A dominó bosszúja
- James Hadley Chase: Az aranyhal nem bújhat el
- Agatha Christie: A titokzatos Kék Vonat
- Léo Malet: Képrablás a Louvre-ban
- Hammond Innes: A Maddon-szikla
- Rejtő Jenő: Az előretolt helyőrség
- Rejtő Jenő: A megkerült cirkáló
- Mihail Csernyonok: Éjszakai látogatók
- Stephen King: A holtsáv
- Rudolf Lorenzen: Halál a filmkockán
- Dominique Roulet: Az alibi halott

1987
- Clare Francis: Éjszakai égbolt
- Patricia Highsmith: Ripley és a maffiózók
- Paula Gosling: A Vörös Maja
- Lux Péter: Az utolsó vacsora
- P. Michael Bush: A Panda
- Rejtő Jenő: A fehér folt
- Szita György: Magánnyomozás
- J. J. Marric: Egy éjszaka a Scotland Yardon
- T. O. Teas: Gyilkosság vízum nélkül
- Rejtő Jenő: A Sárga Garnizon
- Robert van Gulik: A kínai haranggyilkosság esete
- Agatha Christie: Gloriett a hullának

1988
- Leslie L. Lawrence: A gyűlölet fája
- Frederick Forsyth: A Sakál napja
- Horváth Judit: Pince
- Szita György: Segédmunkában
- Hermit Shark: Óvakodj a holtaktól!
- Ruth Rendell: Keresztrejtvény
- Raymond Chandler: Asszony a tóban

1989
- Jeanne-Marie Joël: Ne nyeld le szó nélkül!
- Szikszai Károly – Tardi Gábor: Zsarumeló
- Patrick Quentin: Halálos hajsza
- James Hadley Chase: A bűnös mindig fél
- John Godey: Hajsza a föld alatt
- Ken Follett: A Modigliani-botrány
- Dick Francis: Csonttörés

1990
- Elliott Roosevelt: Mrs. Roosevelt gyilkost keres

1997
- Raymond Chandler: Asszony a tóban
- George P. Pelecanos: Cipőpuli
- Janet Evanovich: Egy – mérgezett a meggy